# Chiffrement de bout en bout

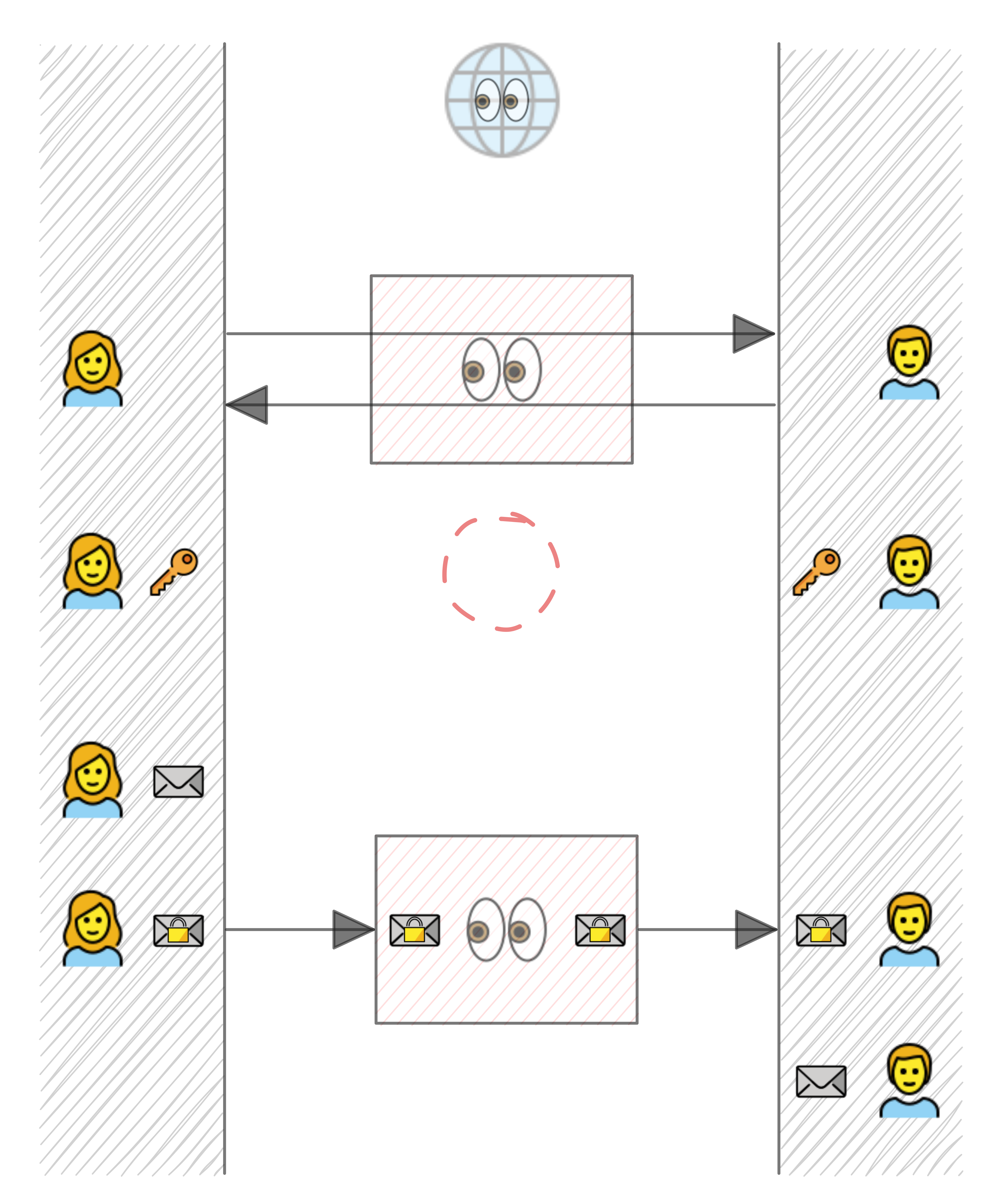
Illustration simplifiée d'une communication bénéficiant d'un chiffrement de bout en bout entre deux utilisateurs.

Le chiffrement de bout en bout (en anglais, End-to-end encryption ) est un système de communication où seules les personnes qui communiquent peuvent lire les messages échangés. En principe, il empêche l'écoute électronique, y compris par les fournisseurs de télécommunications, par les fournisseurs d'accès Internet et même par le fournisseur du service de communication. Avec le chiffrement de bout en bout, personne n'est en mesure d'accéder aux clés cryptographiques nécessaires pour déchiffrer la conversation.
Les systèmes de chiffrement de bout en bout sont conçus pour résister à toute tentative de surveillance ou de falsification, car aucun tiers ne peut déchiffrer les données communiquées ou stockées. En particulier, les entreprises qui offrent un service de chiffrement de bout en bout sont incapables de remettre une version déchiffrée des messages de leurs clients aux autorités.

## Échange de clés
Dans un système de chiffrement de bout en bout, les clés de chiffrement ne doivent être connues que des parties communicantes. Pour atteindre cet objectif, les systèmes de chiffrement de bout en bout peuvent chiffrer les données en utilisant une chaîne prépartagée, appelée un secret partagé (PGP), ou un secret unique dérivé d'un tel secret prépartagée (DUKPT (en)). Ils peuvent aussi négocier une clé secrète lors de la communication au moyen d'un échange de clés Diffie-Hellman (OTR).

## Usage moderne
Des exemples de chiffrement de bout en bout comprennent PGP, GnuPG, ProtonMail, Mailfence S/MIME et Pretty Easy privacy pour le courrier électronique ; OTR, iMessage, Signal, Threema, WhatsApp et Delta Chat pour la messagerie instantanée ; ZRTP ou FaceTime pour la téléphonie IP ; Seald pour le kit de développement ; Google Duo, Jitsi ou Wire Swiss (en) pour la visiophonie et Terrestrial Trunked Radio pour la radio. Conversations et Quicksy utilisent PGP ou OMEMO pour leurs communications (messagerie, voix, vidéo). Skred, Olvid, Citadel (?).
En 2016, les systèmes standards de communication basés sur des serveurs de messagerie ne supportent pas le chiffrement de bout en bout. Ces systèmes peuvent seulement garantir la protection des communications entre les clients et les serveurs, ce qui signifie que les utilisateurs doivent faire confiance aux tierces parties qui gèrent les serveurs en ce qui a trait à la confidentialité de leurs messages. Le chiffrement de bout en bout est considéré comme plus sûr parce qu'il réduit le nombre d'intervenants qui peuvent intercepter, décoder ou modifier les messages. Dans le cas de la messagerie instantanée, les utilisateurs peuvent utiliser un client tiers (par exemple, Pidgin) pour mettre en œuvre un système de chiffrement de bout en bout (par exemple, OTR) sur un protocole qui ne supporte pas le chiffrement de bout en bout.
Certains systèmes qui n'offrent pas le chiffrement de bout en bout, par exemple Lavabit et Hushmail, se sont décrits comme offrant ce service alors qu'ils ne le font pas. D'autres applications, comme Telegram et Google Allo, ont été critiquées pour avoir offert le chiffrement de bout en bout, mais ne pas l'avoir offert par défaut,.
Certains services de sauvegarde tels que SpiderOak et Tresorit fournissent le chiffrement côté client. Le chiffrement qu'ils offrent n'est pas appelé chiffrement de bout en bout parce que le service n'est pas destiné à la communication entre deux utilisateurs.

## Défis

### Attaque de l'homme du milieu
Le chiffrement de bout en bout garantit que les données sont transférées en toute sécurité entre les extrémités de la communication. Cependant, plutôt que d'essayer de briser le chiffrement, un espion peut usurper l'identité du destinataire du message (pendant l'échange de clé ou par substitution de la clé publique du destinataire par la sienne), de sorte que les messages sont chiffrés avec une clé connue par l'espion. Après le déchiffrement du message, l'espion peut chiffrer le message de nouveau avec une clé qu'il partage avec le destinataire effectif, ou avec la clé publique de ce dernier dans le cas des systèmes asymétriques, et envoyer le message au destinataire pour éviter la détection de l'intrusion. Ceci est connu comme une attaque de l'homme du milieu.

#### Authentification
La plupart des protocoles de chiffrement de bout en bout incluent une forme d'authentification des personnes communicantes spécifiquement pour prévenir les attaques de l'homme du milieu. Par exemple, on peut se fier à une autorité de certification ou à une toile de confiance. Une autre technique consiste à générer des hashs cryptographiques (empreintes numériques) basés sur les clés publiques des utilisateurs qui communiquent ou sur leurs clés secrètes partagées. Les parties comparent leurs empreintes numériques à l'aide d'un autre canal de communication qui garantit l'intégrité et l'authenticité de la communication (mais pas nécessairement le secret), avant de commencer leur conversation. Si les empreintes correspondent, il n'y a, en théorie, aucun homme du milieu.
Lors de l'affichage pour l'inspection humaine, les empreintes numériques sont généralement codées en chaînes hexadécimales. Ces chaînes sont ensuite formatées en groupes de caractères pour une meilleure lisibilité. Par exemple, une empreinte numérique MD5 de 128 bits serait affichée dans un format semblable à :
```
43:51:43:a1:b5:fc:8b:b7:0a:3a:a9:b1:0f:66:73:a8
```

Certains protocoles affichent des représentations des blocs hexadécimaux en langage naturel. Comme l'approche consiste en une correspondance un à un entre les blocs d'empreintes numériques et des mots, il n'y a pas de perte d'entropie. Le protocole peut choisir d'afficher des mots dans la langue de l'utilisateur. Cela peut toutefois rendre les comparaisons multilingues sujettes à des erreurs.
Afin d'améliorer l'internationalisation, certains protocoles affichent les empreintes numériques comme des chaînes en base 10 au lieu de chaînes hexadécimales ou en langage naturel,.
Les applications de messagerie modernes peuvent également afficher les empreintes numériques sous forme de codes QR que les utilisateurs peuvent numériser sur leurs téléphones intelligents respectifs.

### Sécurité des ordinateurs aux extrémités de la communication
Le chiffrement de bout en bout ne réduit pas les risques aux extrémités des communications. Malgré le chiffrement, les ordinateurs de l'expéditeur ou du destinataire d'un message peuvent être piratés pour voler une clé cryptographique (par exemple, pour créer une attaque de l'homme du milieu) ou simplement pour lire les messages une fois ceux-ci déchiffrés. Le canal de communication le plus parfaitement chiffré n'est sécurisé qu'entre l'ordinateur de l'expéditeur et la boîte de réception du destinataire.

### Porte dérobée
La mise en œuvre d’une backdoor, aussi appelée porte dérobée, permet à un utilisateur tiers d’accéder aux données contenues dans un logiciel ou sur un matériel, et ceci sans que l’utilisateur légitime n'en ait conscience. Ce cheval de troie est permis par une “Master Key” ou “clé maître”, qui prévoit ouvertement un tel accès. Ces backdoors sont bien connues des cybercriminels et des agences de renseignement, qui les utilisent notamment à des fins d’interceptions de données sensibles ou de surveillance.
La dernière décennie a été marquée par une démultiplication des fuites de documents confidentiels, qui ont mis au jour des scandales tels que les Panama papers, l’affaire Snowden ou encore les football leaks.  La première affaire citée fait référence à une fuite de pas moins de 11,5 millions de documents de la société Mosack Fonseca, spécialisée dans la création de sociétés écrans. Cette énième affaire d’évasion fiscale a fait parler du fait des sociétés et des personnalités incriminées dans cette affaire.
Le 6 juin 2013, Edward Snowden rend publiques des informations classées ultra-confidentielles par les services de renseignement américain. Les informations divulguées par l’ex-employé de la NSA mettent en lumière différents programmes de surveillance de masse, qui concernent aussi bien des appels téléphoniques que des échanges en ligne. L’affaire eut un fort écho car ce dispositif a été utilisé à des fins d’espionnage économique et industriel, avec une mise sous écoute de nombreux chefs d’états étrangers.

### Controverses autour des messageries chiffrées
Le chiffrement de bout en bout est régulièrement au centre de controverses liées à l'utilisation de messageries chiffrées ; l'une d'elles concerne le système de messageries Telegram. En effet, ce dernier est un réseau contesté par les autorités publiques dans des pays soumis à des tensions intra-sécuritaires (Chine, Indonésie, Iran, Russie).
Les gouvernements de ces pays reprochent à la plateforme aux 200 millions d'utilisateurs de ne pas leur fournir les clés de déchiffrement nécessaires à l’identification des usagers. Pour accéder à cette demande, les gouvernements prétextent que cette plateforme est un lieu de repère pour l’organisation d’activités illégales. Plus grave, certains pays comme l’Indonésie, soumis à plusieurs attaques de l’État Islamique en 2018, avance que ce réseau est un lieu d’éducation et d’organisation pour les terroristes en vue de commettre des attentats. Ce n’est pas la première fois que des pays avancent que ce réseau joue un rôle important dans l'orchestration d'attentats. La France et la Russie, après les attentats respectifs du 11 novembre 2015 et du métro de Saint-Pétersbourg, ont suspecté le réseau d’héberger de potentiels terroristes. Telegram Messenger a également été reconnu comme un outil de communication fréquemment utilisé par l'organisation terroriste État Islamique pour émettre des menaces, comme celles émises à l’encontre de l’Iran en septembre 2018.